# Peter Lindbäck
Peter Lindbäck (Helsínquia, 14 de junho de 1955) é um político finlandês. Ele é o atual governador do arquipélago de Åland, uma província autônoma finlandesa. Lindbäck governa o território desde 1999.